# Cherax
Cherax es un género de crustáceos decápodos del infraorden Astacidea conocidos vulgarmente como langostas marrones; dos especies Cherax tenuimanus (langosta marrón del río Margarita) y Cherax cainii (langosta marrón lisa) son propias del sudoeste de Australia.

## Gastronomía
Las langostas marrones son excelente para comer, muy similar en gusto al bogavante. Teniendo en cuenta que son especies de agua dulce están menos saladas y dejan un sabor dulce en general. Lo que les hace distintas de otros especies de agua dulce es que no hacen madrigueras y no recogen tanto residuo en su carne. No sufren tampoco problemas de vejez como la mayoría de otros crustáceos, ya que aunque muy grandes y viejas siguen conservando la misma excelente textura de calidad para su consumo. Pueden ser preparadas de muchas maneras, como hervidas o asadas a la parrilla, y otra vez semejantemente al bogavante, las cáscaras se vuelven de un color rojo brillante cuando estén cocinadas. La langosta marrón se considera un producto de lujo y es el tema de una industria de la acuicultura en Australia Occidental y en otros estados australianos. La producción australiana total de langostas marrones cultivadas era 30 toneladas en 1996. En Australia Occidental, la pesca de recreo para las langostas marrones está rigurosamente controlada, limitada a una estación del año, y permite tamaños mínimos obligatorios. 
La langosta marrón se ha introducido en la Isla del Canguro en sur de Australia, en donde se han cultivado para su comercialización, y se ha establecido en canales locales.